# 上海翻译家协会
上海翻译家协会简称上海译协，是中華人民共和國上海市一個與翻譯有關的社会团体。它是中国翻译协会单位会员，也是上海市文学艺术界联合会的成員。

## 历史
該團體成立于1986年。首任会长是俄语翻译家草婴。該團體的会员主要来自高等院校、出版社、研究所和影视译制等单位。上海译协翻譯的语种涉及英語、俄語、法語、德語、日語、西班牙語、阿拉伯語、韓語等十余种。上海译协下设小说、诗歌、影视、理论和法语、德语、日语等专业学组以及口译专业委员会。上海译协的工作任务是举办各种与翻译有关的学术研讨会、报告会和其它交流活动。

## 外部連結
- 官方网站